# Бонкур (Ен)
Бонкур (фр. Boncourt) насеље је и општина у североисточној Француској у региону Пикардија, у департману Ен (Пикардија) која припада префектури Лаон.
По подацима из 2011. године у општини је живело 254 становника, а густина насељености је износила 19,11 становника/km². Општина се простире на површини од 13,29 km². Налази се на средњој надморској висини од 85 метара (максималној 137 m, а минималној 82 m).

## Демографија
| 1962. | 1968. | 1975. | 1982. | 1990. | 1999. | 2011. |
| ----- | ----- | ----- | ----- | ----- | ----- | ----- |
| 248   | 290   | 233   | 232   | 237   | 225   | 254   |

График промене броја становника у току последњих година